# João Oneres Marchiori
João Oneres Marchiori (* 2. Mai 1933 in Carazinho; † 27. Juni 2017 in Lages) war ein brasilianischer Geistlicher und römisch-katholischer Bischof von Lages.

## Leben
João Oneres Marchiori studierte Philosophie am Diözesanseminar in Lages und Theologie in Rom, wo er auch am 21. Februar 1960 die Priesterweihe empfing.
Papst Paul VI. ernannte ihn am 25. Januar 1977 zum Bischof von Caçador. Der Apostolische Nuntius in Brasilien, Erzbischof Carmine Rocco, spendete ihm am 17. April desselben Jahres die Bischofsweihe; Mitkonsekratoren waren Alfonso Niehues, Erzbischof von Florianópolis und Honorato Piazera SCI, Bischof von Lages.
Am 18. April 1983 wurde er durch Papst Johannes Paul II. zum Koadjutorbischof von Lages ernannt. Mit der Emeritierung Honorato Piazeras SCI am 18. Februar 1987 folgte er ihm als Bischof von Lages nach. Am 11. November 2009 nahm Papst Benedikt XVI. sein altersbedingtes Rücktrittsgesuch an.